# Henry Chettle
Henry Chettle (vers 1564 – vers 1607) est un dramaturge et un romancier anglais de l'ère élisabéthaine.

## Biographie

### Enfance et début de carrière
Il est le fils de Robert Chettle, un teinturier londonien. On ne sait où il reçoit son éducation, mais comme son père est un citoyen de la ville, il est probable qu'Henry a été scolarisé dans une école publique de Londres. Il n'est visiblement pas un ignorant, car, comme beaucoup de dramaturges de son époque, ses œuvres révèlent une grande connaissance de la mythologie classique. Le 8 octobre 1577, il est placé en apprentissage chez un libraire, Thomas East, pendant huit années, avant de devenir membre de la Compagnie des libraires et des fabricants de journaux le 6 octobre 1584. En 1588, il se rend à Cambridge pour le compte de cette compagnie. Sa carrière d'imprimeur et d'auteur reste imprécise. C'est lui, peut-être, qui a composé les tracts imprimés en réponse à Martin Marprelate. Il peut même avoir été occasionnellement acteur, comme le signale Dekker dans Knight's Conjuring. Il s'associe en 1591 avec William Hoskins et John Danter, deux autres libraires. Ils publient un bon nombre de ballades et quelques pièces, comme la première édition in-quarto, clandestine et bâclée, de Roméo et Juliette, à laquelle Chettle a vraisemblablement ajouté des vers et des didascalies. Mais après 1592, il semble adopter principalement le métier d'écrivain.

### Dispute avec Marlowe et Shakespeare
Le dramaturge Robert Greene meurt le 3 septembre 1592. Un pamphlet, dont il serait l'auteur, Groats-Worth of Wit, est inscrit dans le registre des libraires « au péril de Henry Chettle » le 20 du même mois et publié par ce dernier. Ce tract raconte les aventures de deux frères, Roberto et Luciano, sur le thème du « fils prodigue ». À la fin de ce tract, et n'en faisant pas véritablement partie, figure une lettre d'adieu, censément écrite à l'approche de la mort de l'auteur et adressée à différents dramaturges, en particulier à Marlowe, Nash et Peele. Dans cette lettre se trouve également une attaque contre Shakespeare, à l'époque dramaturge débutant. Cette attaque est d'ailleurs la première mention qui lui est faite dans la littérature.
« Car il y a un jeune corbeau arrogant, embelli par nos propres plumes, qui dissimule son cœur de tigre sous le masque de l'acteur, et qui présume pouvoir faire ronfler le vers blanc aussi bien que les meilleurs d'entre vous. Misérable scribouillard plein de suffisance, il estime être l'unique Shake-scene du pays ».
Marlowe est aussi interpellé, l'auteur de la lettre lui disant que, comme un insensé, il a affirmé avec lui que Dieu n'existe pas, rendant ainsi public leur blasphème, péché passible alors de la peine capitale.
Christopher Marlowe et William Shakespeare offensés gravement, soupçonnent Chettle d'être le véritable auteur de cette lettre, ce qui oblige ce dernier à démentir ces accusations dans la préface de son Kind Heart's Dream, qui est publié l'année suivante :

« Il y a environ trois mois, mourait M. Robert Greene, laissant chez divers libraires de nombreux manuscrits, parmi lesquels son  Groatsworth of Wit, qui contient une lettre adressée à quelques dramaturges. Cette lettre a été jugée offensante par un ou deux d'entre eux, et comme Greene est mort et qu'ils ne peuvent lui demander réparation, ils se sont entêtés à affirmer que le véritable auteur est vivant... Je ne suis familier avec aucun de ceux qui se sont sentis offensés, et, concernant l'un d'eux, je ne me soucie pas de l'être jamais un jour. »

Chettle poursuit en expliquant que l'écriture de Greene était dans les derniers temps si mauvaise, qu'avant de remettre l'ouvrage aux imprimeurs, il reconnaît avoir recopié lui-même la lettre, mais sans en ajouter un seul mot,, précisant même en avoir retiré quelques passages, sans doute impubliables concernant Marlowe. Il s'excuse auprès des personnes offensées, déclarant avoir « autant de regret de la publication que s'il en était lui-même l'auteur ». Il ajoute, en parlant de Shakespeare : « J'ai pu constater en personne la civilité de ses manières et la réalité de ses talents ; de plus, beaucoup de gens que j'estime ont confirmé mon jugement sur une droiture qui nous garantit son honnêteté et une ingéniosité littéraire qui place son mérite hors de doute ».
Néanmoins, Chettle a longtemps été soupçonné d'être le véritable auteur de cette lettre, en particulier parce qu'elle est écrite de sa propre main. Mais en 1935, Harold Jenkins a défendu la bonne foi de Cheetle, argumentant pour sa défense, qu'il a immédiatement déclaré ne pas connaître les deux personnes offensées, chose qu'il était facile de démentir à son époque si cela était faux, et qu'il n'avait donc aucune raison d'attaquer des dramaturges qui lui étaient étrangers. En 1969, Warren Austin mène une étude textuelle comparative, à l'aide d'un ordinateur, d'un nombre limité d'ouvrages de Chettle et de Greene. Il conclut, à l'inverse de Jenkins, à une falsification de Chettle, qui serait le véritable auteur de Groatsworth of Wit. Des études plus complètes sont reprises, en 2006 par Richard Westley toujours à l'aide d'un ordinateur, et en 2012 par Hanspeter Born, qui reviennent à la conclusion de Jenkins : Greene est bien l'auteur du tract, et Chettle n'a fait que le transmettre à l'imprimerie. Cette opinion semble être celle de la plupart des universitaires actuels, qui débattent maintenant de la raison pour laquelle Greene était si en colère contre Shakespeare : plagiat ou arrogance d'un jeune auteur à succès.

### Activité de dramaturge
Chettle semble avoir été régulièrement en manque d'argent, si on en juge par les multiples entrées le concernant dans le registre de Philip Henslowe, entrepreneur de spectacles et propriétaire de plusieurs théâtres. Y sont répertoriées les multiples demandes d'avances faites par Chettle pour de multiples motifs, par exemple le 17 janvier 1599 pour payer ses frais à la prison de Marshalsea, le 7 mars 1603 pour dégager une de ses pièces du mont-de-piété. C'est lui qui a fait le plus grand nombre de petits emprunts à Henslowe. Ces emprunts, ainsi que leurs enregistrements désinvoltes, semblent dénoter une certaine amitié entre les deux hommes, bien que Chettle ait écrit pour la troupe de Worcester et celle de l'amiral, alors qu'il avait signé avec Henslowe un contrat l'engageant à n'écrire que pour lui. En fait, la demande de pièces nouvelles est si grande dans les années 1580 et 1590, qu'un dramaturge prolifique, tel que Chettle, peut travailler de façon totalement indépendante des troupes et de leurs directeurs.
Dès 1598, Francis Meres inclut Chettle dans son Palladis Tamia comme l'un des meilleurs pour la comédie. Entre 1598 et 1603, Henslowe lui achète trente-six pièces, et il a sans doute apporté sa collaboration à plus d'une cinquantaine, en n'ayant réalisé seul qu'une douzaine. Chettle s'associe régulièrement avec Henry Porter, Thomas Dekker, et après 1600 avec John Day. Des treize pièces qui lui sont généralement attribuées en tant qu'auteur unique, une seule a été imprimée : The Tragedy of Hoffmann: or a Revenge for a Father (jouée en 1602, imprimée en 1631). Cette pièce a peut-être été mise en scène comme rivale à l'Hamlet de Shakespeare. Chettle a aussi participé à Sir Thomas More (vers 1592–1593), puisqu'on reconnaît son écriture sur quelques pages du manuscrit qui nous reste. On y retrouve également les écritures d'Anthony Munday, de Thomas Heywood, de Thomas Dekker et de Shakespeare, révélant les formes complexes d'association des auteurs et de révision des pièces, que Jeffrey Masten qualifie de « forme diachronique de collaboration » dans son Textual Intercourse.
Le livre d'Henslowe montre que Chettle est l'un des dramaturges travaillant le plus souvent en collaboration, même si cette forme d'association est très courante à l'époque. Pendant la tenue de ce livre, Chettle collabore avec onze autres dramaturges : John Day, Thomas Dekker, Michael Drayton, William Haughton, Thomas Heywood, Ben Jonson, « un autre gentleman » (probablement John Marston), Anthony Munday, Henry Porter, Robinson et Robert Wilson. Pourtant, en se référant aux dates de paiement des pièces, on constate qu'il travaille aussi vite seul qu'en groupe de deux, trois ou même quatre.

### Écrits romanesques et poétiques
En dehors du théâtre, Chettle a écrit, en plus de Kind Heart's Dream, Piers Plainnes Seaven Yeres Prentiship (1595), retraçant l'histoire picaresque d'un apprenti en service pendant sept ans en Crète et en Thrace, et England's Mourning Garment (1603), dans lequel figurent quelques vers faisant allusion aux principaux poètes de l'époque sous des noms inventés. On suppose qu'une stance, intitulée Silver-tonged Melicert (« Mélicerte aux boucles d'argent »), s'adresse à Shakespeare, le suppliant de se souvenir de leur Élisabeth et de chanter son viol par ce Tarquin, qui est la Mort (rappelant le viol par Sextus Tarquin de la vertueuse Lucrèce, qui, de honte, se donna la mort peu après).

### Mort
Il meurt avant 1607, date à laquelle Dekker dans son Knight's Conjurer le décrit rejoignant les poètes aux Champs Élysées : « Voici venir Chettle suant et soufflant à cause de son embonpoint », sous-entendant qu'il était de nature pléthorique.

## Œuvres

### Théâtre
1. The Second Part of the Downfall of Earl Huntington, surnamed Robin Hood, par Chettle et Anthony Munday, 20 février 1598. Imprimée en 1601
2. The Valiant Welchman, par Michael Drayton et Henry Chettle, février 1597-8. Imprimée en 1615.
3. Earl Goodwin and his Three Sons, Part I, par Michael Drayton, Henry Chettle, Thomas Dekker, et Robert Wilson, 25 mars 1598. Non imprimée.
4. Earl Goodwin, Part II, par les mêmes auteurs. Même date selon le registre de Henslowe. Non imprimée.
5. Piers of Exton, par les mêmes auteurs, même date. Non imprimée.
6. Black Batman of the North, Part I, par Michael Drayton, Henry Chettle, Thomas Dekker, et Robert Wilson, avril 1598. Non imprimée.
7. Black Batman of the North, Part II, par Henry Chettle et Robert Wilson. Même date. Non imprimée. Avril 1598 selon le journal de Henslowe. Aucune copie existante.
8. The Play of a Woman, par Henry Chettle, juillet 1598. Non imprimée.
9. The Conquest of Brute with the first finding of the Bath, par John Day, Henry Chettle, et John Singer. même date. Non imprimée.
10. Hot Anger Soon Cold, par Henry Porter, Henry Chettle, et Ben Jonson, août 1598. Non imprimée.
11. Catiline's Conspiracy, par Robert Wilson et Henry Chettle. Même date. Non imprimée.
12. Tis no Deceit to Deceive the Deceiver, par Henry Chettle, septembre 1598. Non imprimée.
13. Aeneas' Revenge, with the Tragedy of Polyphemus, par Henry Chettle, février 1598-9. Non imprimée.
14. "Troilus and Cressida", par Henry Chettle et Thomas Dekker, avril 1599. Non imprimée.
15. Agamemnon, par Henry Chettle et Thomas Dekker, juin 1599. Non imprimée. Malone pense qu'il s'agit de la même pièce que "Troilus and Cressida" citée ci-dessus.
16. The Stepmother's Tragedy, par Henry Chettle et Dekker, août 1599. Non imprimée.
17. Patient Grissel, par Thomas Dekker, Henry Chettle, et William Haughton, décembre 1599. Imprimée in 1603.
18. The Arcadian Virgin, par Henry Chettle et William Haughton. Même date. Non imprimée. Figure à la date de décembre 1599 dans le journal de Henslowe.
19. Damon and Pithias, par Henry Chettle, January 1599 – 1600. Non imprimée.
20. The Seven Wise Masters, par Henry Chettle, Thomas Dekker, William Haughton, et John Day, mars 1599 – 1600. Non imprimée.
21. The Golden Ass and Cupid and Psyche, par Thomas Dekker, John Day, et Henry Chettle, avril 1600. Non imprimée.
22. The Wooing of Death, par Henry Chettle. Même date. Non imprimée.
23. The Blind Beggar of Bethnal Green, par Henry Chettle et John Day. Même date. Imprimée in 1659.
24. All is not Gold that Glisters, par Samuel Rowley et Henry Chettle, mars 1600. Non imprimée.
25. Sebastian, King of Portugal, par Henry Chettle et Thomas Dekker, avril 1601. Non imprimée.
26. Cardinal Wolsey, Part I, par Henry Chettle, Anthony Munday,  Michael Drayton et Wentworth Smith, août 1601. Non imprimée.
27. Cardinal Wolsey, Part II, probablement par les mêmes auteurs, mai 1602. Non imprimée.
28. The Orphan's Tragedy, par William Haughton, John Day, et Henry Chettle, September 1601. Non imprimée.
29. Too Good to be True, par Henry Chettle, Richard Hathwaye, et Wentworth Smith, novembre 1601. Non imprimée.
30. Love Parts Friendship, par Henry Chettle et Wentworth Smith, mai 1602. Non imprimée.
31. Tobyas, par Henry Chettle. Même date. Non imprimée.
32. Jeptha, par Dekker et Henry Chettle. Même date. Non imprimée.
33. A Danish Tragedy, par Henry Chettle. Même date. Non imprimée.
34. Femelanco, par Henry Chettle et Robinson, septembre 1602. Non imprimée.
35. Lady Jane, Part I, par Henry Chettle, Thomas Dekker, Thomas Heywood, Wentworth Smith, et John Webster, novembre 1602. Non imprimée.
36. Lady Jane, Part II, par les mêmes auteurs, Smith excepté. Même date. Non imprimée.
37. The London Florentine, Part I, par Thomas Heywood et Henry Chettle, décembre 1602. Non imprimée.
38. The London Florentine, Part II, par les mêmes auteurs. Même date. Non imprimée.
39. The Tragedy of Hoffman, par Henry Chettle. Même date. Imprimée en 1631.
40. Jane Shore, par Henry Chettle et John Day, mars 1602-3. Non imprimée.

### Romans
1. Kind Heart's Dream, Henry Chettle, vers janvier 1593
2. Piers Plainnes Seaven Yeres Prentiship, Henry Chettle, 1595
3. England's Mourning Garment, Henry Chettle, 1603